# Route nationale 311
Pour les articles homonymes, voir Route 311.

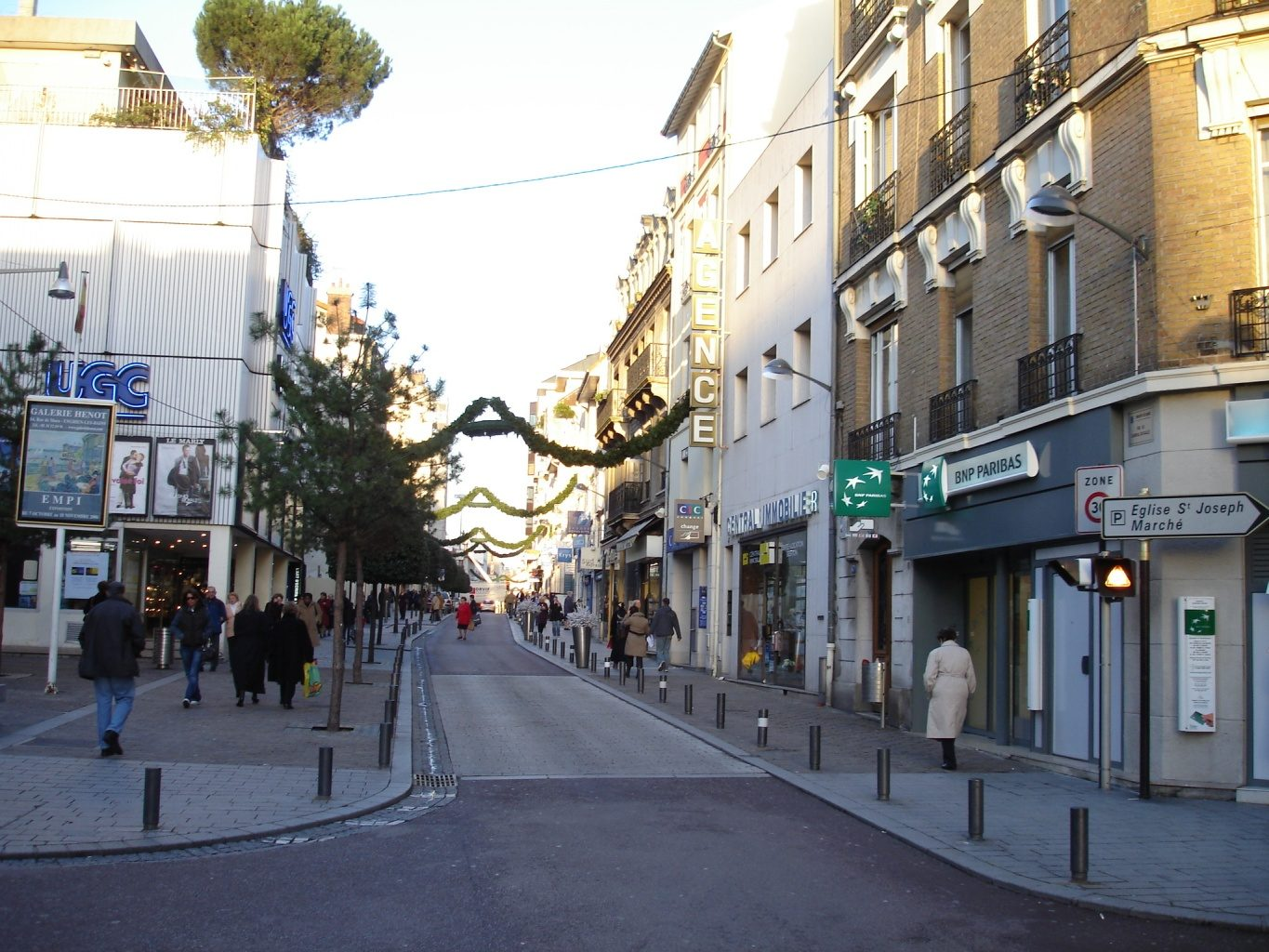
La rue du Général-de-Gaulle à Enghien-les-Bains, maillon de la D 311.

La route nationale 311, ou RN 311, était une route nationale française reliant Le Vésinet à Sarcelles. Après les premières lois sur la décentralisation, les sections terminales du rond-point du Pecq à Bezons et d'Argenteuil à Sarcelles ont été toutes les deux déclassées en RD 311.
Le SDRIF de l'époque prévoyait le prolongement de la RN 311 en 2×2 voies du Pont de Bezons vers l'autoroute A 14. Ce projet est aujourd'hui abandonné.
Le décret du 5 décembre 2005 a entraîné le transfert au département du Val-d'Oise du dernier tronçon subsistant de la RN 311 (Pont de Bezons - échangeur no 2 de l'A 15), et désormais elle porte le numéro D 311 sur l'intégralité de son tracé, tant dans le département des Yvelines que dans celui du Val-d'Oise.

## Ancien tracé du Vésinet à Sarcelles

### dans les Yvelines (du Vésinet à Carrières-sur-Seine)
- Le Vésinet, Rond-point du Pecq
- Chatou
- Montesson
- Carrières-sur-Seine

### dans le Val d'Oise (de Bezons à Sarcelles)
- Bezons
- Argenteuil

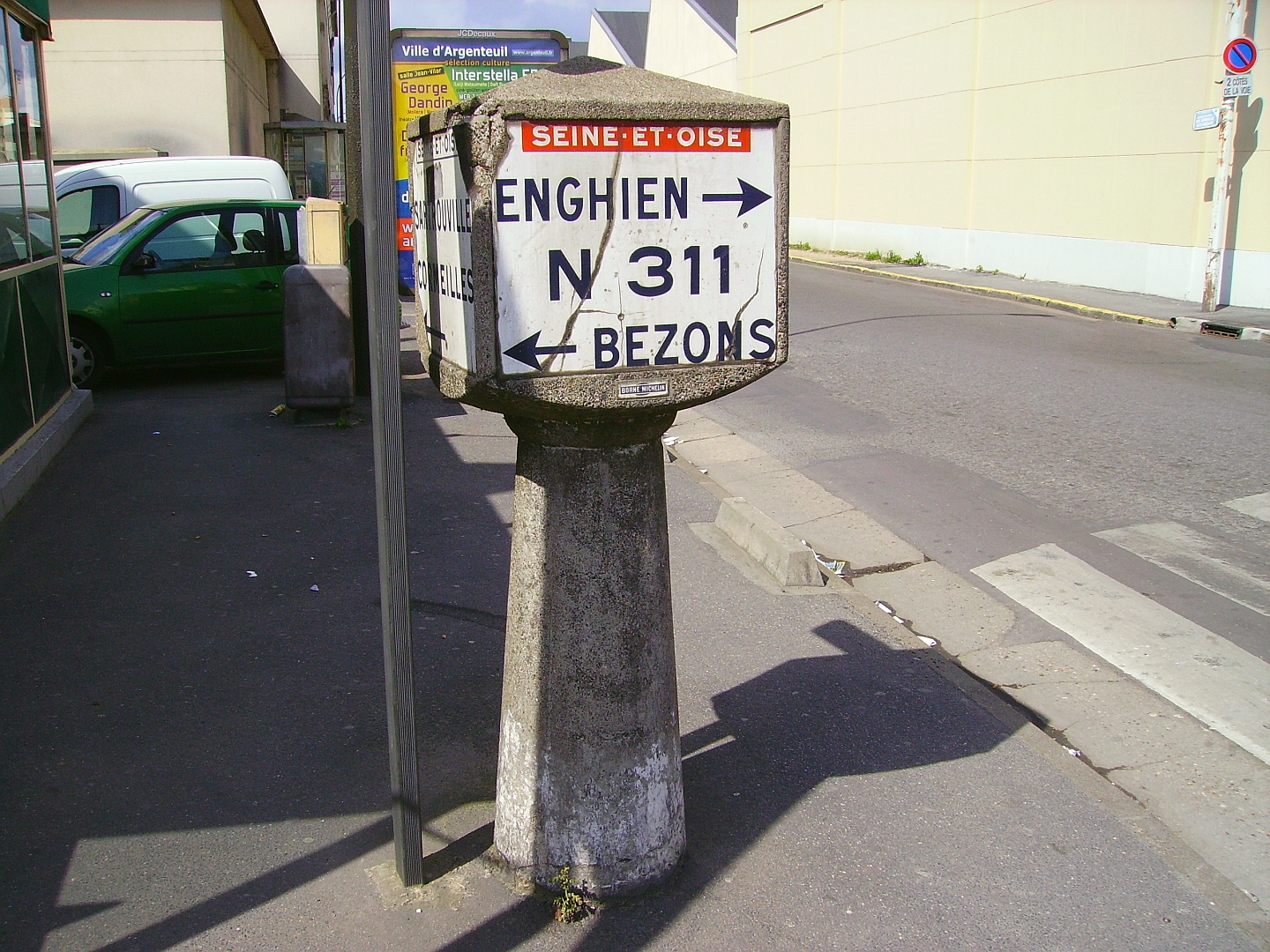
Une ancienne borne Michelin de la N 311 à Argenteuil.

- Épinay-sur-Seine, Carrefour du Cygne-d'Enghien
- Enghien-les-Bains
- Montmorency
- Deuil-la-Barre
- Montmagny
- Groslay
- Sarcelles

## Passage à niveau
Le passage à niveau de Deuil-Montmagny, le seul traversé par la D 311, est le plus accidentogène d'Île-de-France et le troisième de France.